# Sinpo
Sinpo (신포 시) es una ciudad portuaria situada en la costa del Mar de Japón, en la provincia de Hamgyong del Sur, Corea del Norte. En la ciudad residen aproximadamente 158 000 Personas. La temperatura mínima es de -4.1 °C en enero y de la Máxima 22.6 °C en agosto. Caen anualmente en la ciudad 688 litros de media por metro cuadrado. Es por ello que en la ciudad se ha desarrollado una importante industria pesquera, y se ha desarrollado una importante acuicultura. En la ciudad hay cooperativas pisciculturales y una oficina central de acuicultura.